# چاهک (جعفرآباد)
چاهک، روستایی است از توابع بخش قاهان شهرستان جعفرآباد در استان قم ایران.

## جمعیت
این روستا در دهستان قاهان قرار دارد و براساس سرشماری مرکز آمار ایران در سال ۱۳۸۵، جمعیت آن ۳۹۵ نفر (۱۳۰خانوار) بوده‌است.